# Muhlis Tayfur
Muhlis Tayfur   (Erzurum, 1922 - Esmirna, 21 de juliol de 2008) va ser un lluitador turc, especialista en lluita grecoromana, guanyador d'una medalla olímpica.
El 1948 va prendre part en els Jocs Olímpics d'Estiu de Londres, on va guanyar la medalla de plata en la competició del pes mitjà del programa de lluita grecoromana. En el seu palmarès també destaca una medalla de plata al Campionat d'Europa de lluita de 1947.